# Stella (Italia)
Stella ( Steia o Steja in ligure) è un comune italiano sparso di 2 928 abitanti della provincia di Savona in Liguria. La sede comunale è situata nella frazione di San Giovanni, quest'ultima celebre per aver dato i natali a Sandro Pertini, settimo presidente della Repubblica Italiana dal 1978 al 1985.

## Geografia fisica

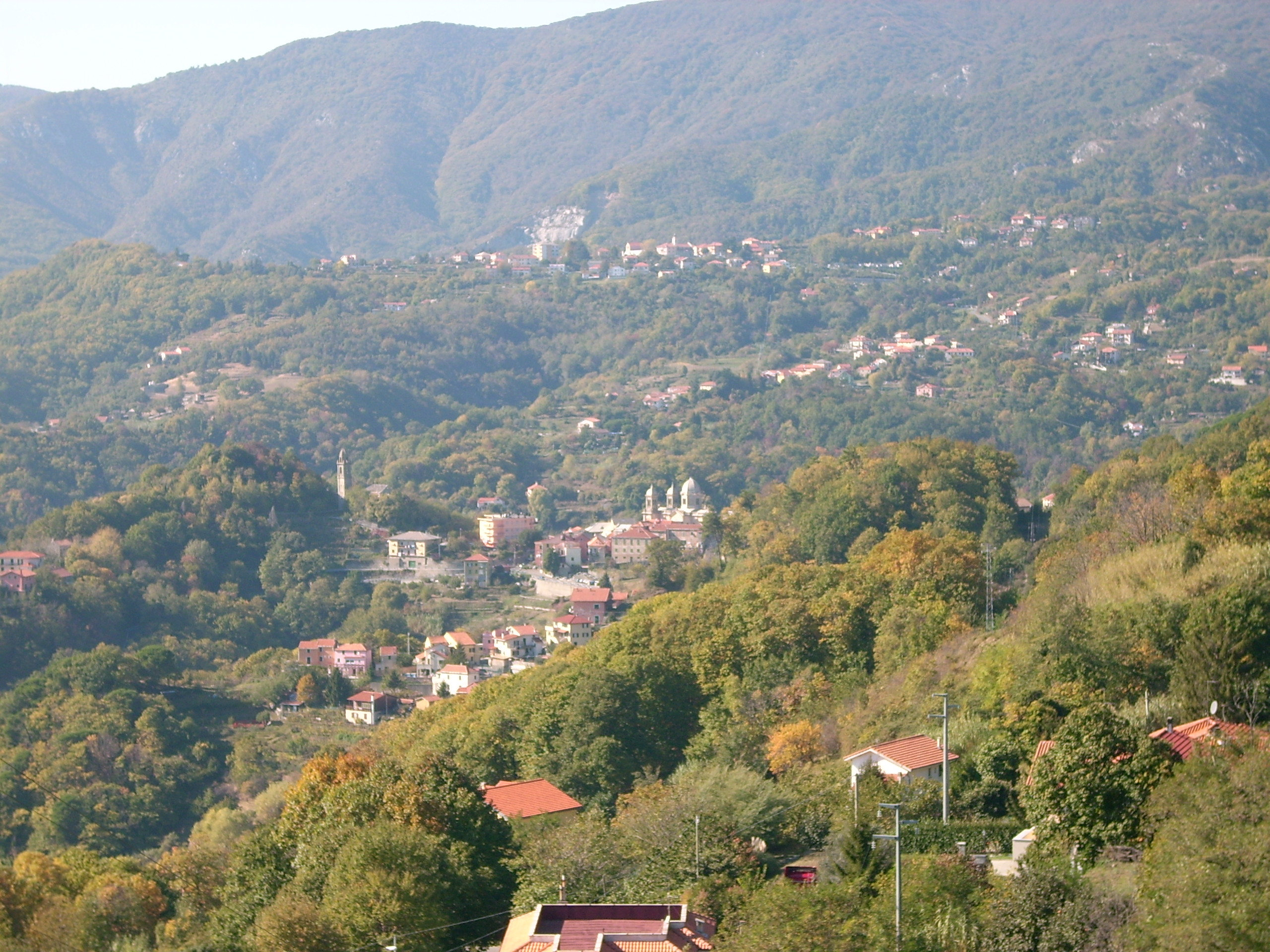
Panorama della frazione San Giovanni, capoluogo comunale.

### Territorio
Il comune è situato nell'Appennino Ligure, nell'alto bacino del torrente Sansobbia nel Parco naturale regionale del Beigua.
Stella è composta da tre valli scavate dai torrenti Riobasco, Teiro e Sansobbia: quest'ultimo è il principale e forma una ampia ansa fertile e coltivata in prossimità di San Giovanni. L'altitudine media è di 225 metri s.l.m. A est il territorio è delimitato dal monte Beigua e a nord dal Colle del Giovo e dal Bonomo. Su quest'ultimo monte, costituito da rocce calcaree, è possibile imbattersi in piccole grotte frequentate dagli appassionati del settore. Ne sono state individuate in tutto una dozzina e le più famose sono quelle dette del "Garbasso", "Garbetto" e "pietra dell'Arma".
Le zone coltivate non sono molte, anche se ultimamente si stanno recuperando terreni abbandonati. I boschi abbondano così come le sorgenti d'acqua. A quote basse si trovano acacie, querce, pino marittimo e domestico, ma soprattutto castagni. A quote più alte sono diffusi il nocciolo e soprattutto il faggio.

### Clima
Il clima varia molto nelle varie frazioni. Gameragna risente fortemente dell'influsso del mare e gli inverni sono molto simili a quelli della riviera. San Giovanni è piuttosto ventosa e mediamente vi nevica due o tre volte all'anno, anche se solitamente la neve si scioglie nel giro di qualche giorno. San Bernardo e San Martino sono le più alte come quota (circa 350–370 m s.l.m.), ma la seconda è riparata dal monte Beigua e le gelate sono abbastanza sporadiche e molto raramente intense. San Bernardo, essendo più esposta alle correnti che scendono dal Colle del Giovo, ha un clima più freddo, con gelate più frequenti e temperature massime diurne piuttosto basse anche nel pieno pomeriggio. In inverno la neve può cadervi da novembre ad aprile e rimanere anche per due o tre settimane.
La frazione più fredda è Santa Giustina che beneficia pochissimo dell'azione mitigatrice marina essendo posta lungo il Sansobbia a ridosso del Giovo e in una conca soggetta a inversioni termiche abbastanza pronunciate. Le gelate non solo vi sono piuttosto frequenti (45-50 concentrate tra la metà di novembre e la metà di marzo), ma anche abbastanza intense (-10,4 °C di minima il 1º marzo 2005).
Generalmente Stella ha costantemente una temperatura di 4 o 5 gradi inferiore rispetto a quella di Albisola e Savona. In primavera talvolta vi può essere il cielo semicoperto a causa delle nuvole che si addensano sul crinale appenninico. Le estati sono ventilate e gli autunni caratterizzati da cieli sereni e vivaci venti di tramontana.

## Storia

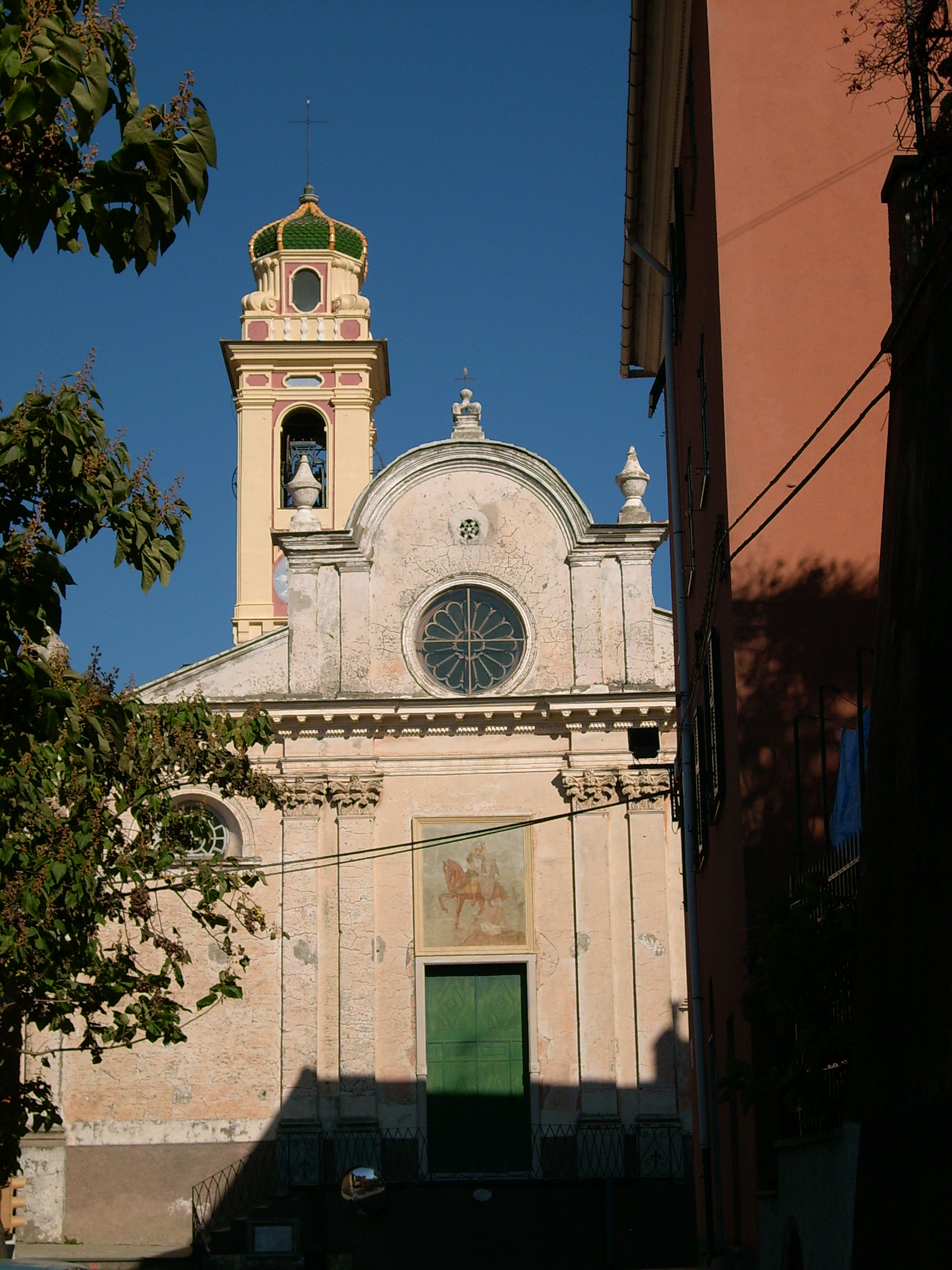
La chiesa di San Martino, nella frazione omonima, prima e unica parrocchia sino al 1567

### Le origini
Il territorio era già abitato in epoca preistorica, come confermato dal ritrovamento di alcuni manufatti litici. In età pre-romana Stella è probabilmente stata frequentata dalla tribù ligure dei Docilii, fatto di cui rimarrebbe memoria nel nome della località Castellari. Con la conquista romana il territorio fu inserito nel municipio di Vada Sabatia (l'odierna cittadina di Vado Ligure) e intorno al V secolo sarebbe stata costruita la prima chiesa di Martino di Tours, unica parrocchia sino al 1567.
Agli inizi del VII secolo, dopo alcuni scontri tra Longobardi e Bizantini, questi ultimi posero il castello sotto il comando del castellaro di Albisola. Ciò non impedì ai Longobardi di conquistare la Riviera nel 643, ripopolando i territori di Stella e Alpicella (frazione odierna di Varazze).
In seguito il territorio fu inserito nella Marca Aleramica, rafforzata dall'imperatore Ottone I del Monferrato per contrastare le scorrerie saracene. Nonostante questo, nel 931 i Saraceni giunsero fino ad Acqui Terme, distruggendo l'abbazia di Giusvalla.
Intorno alla prima metà del XII secolo fu ricostruito il castello di Stella, segnando l'inizio di una colonizzazione agricola delle valli, prima abitate da pastori e boscaioli. Il territorio era posto sotto la signorìa del marchese Guelfo, alla cui morte la moglie donò il castello di Albissola al Comune di Savona. Il documento datato 23 gennaio 1137 tramanda la prima citazione scritta del nome Stella riportando tra i testimoni della donazione un Arialdus de Stella. L'influenza dei marchesi nel corso dei decenni si ridusse sempre più a discapito dei castellani che divennero detentori del potere sul territorio.

### Il XIII secolo
Il marchese Delfino del Bosco cedette i suoi territori stellesi a Savona. Per questo nel 1227 Stella si trovò coinvolta nella guerra contro Genova. Il 22 aprile le truppe genovesi posero d'assedio il castellaro di Albisola. Il 28 aprile il castellano di Stella, Sigismondo (o Simone) Pedebove, trattò la resa del fortilizio stellese. Savona cadde il successivo 24 maggio, furono spianate le mura e distrutti i moli. A Stella, grazie alla protezione genovese, i castellani furono liberi da vincoli con Savona, pur essa continuando a mantenere la proprietà del territorio.
Il 5 ottobre 1244 giunse nel castello di Stella papa Innocenzo IV in viaggio per il Concilio di Lione. Colpito da una forte febbre, il pontefice rimase ospite del castellano per due settimane.
Negli anni successivi nacque un organismo comunale composto da podestà, Consiglio Minore per affari generali e Consiglio degli Uomini in Arme. Tale struttura non subirà grosse modifiche sino al XVIII secolo.
Con la definitiva resa di Savona nel febbraio 1251, Stella divenne il primo feudo della potente famiglia Grimaldi, a cui si aggiunsero in seguito la signorìa su Mentone e Monaco. Il 2 agosto 1272, il castello fu distrutto dai Doria entrati in conflitto con i Grimaldi che ne ripresero possesso nel 1278.

### Il XIV secolo

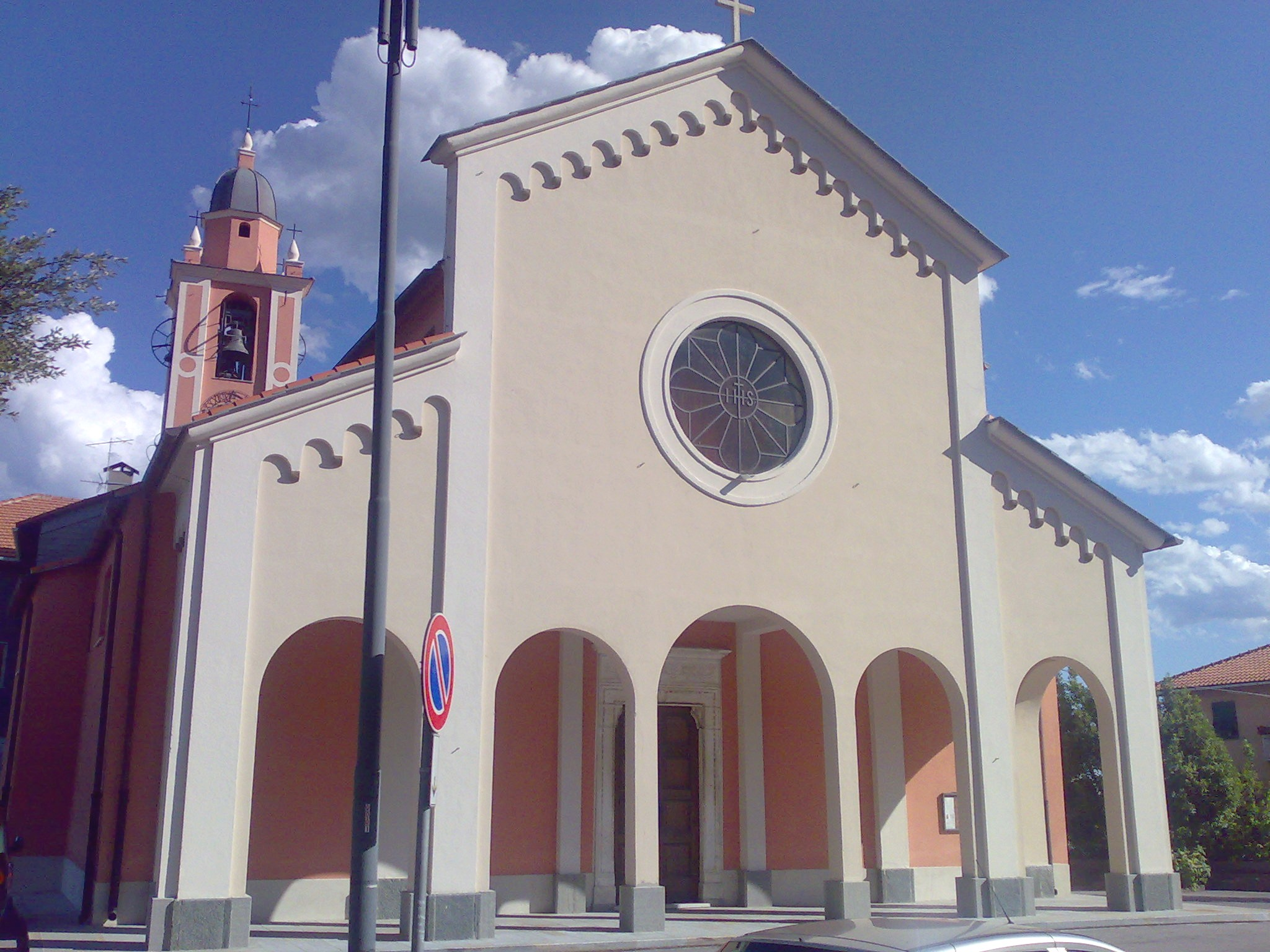
La chiesa di San Bernardo Abate nella frazione omonima

Cacciati da Genova nel 1297, i Grimaldi si rifugiarono nei possedimenti di Nizza, Provenza e Stella. In questo periodo molti stellesi divennero balestrieri al servizio della potente famiglia genovese, partecipando alle guerre tra Inghilterra e Francia. Nel 1310 il castello fu nuovamente distrutto da un esercito della Repubblica di Genova comandato da Opizzino Spinola il quale a sua volta fu sconfitto l'anno seguente dai Grimaldi i quali poterono così rientrare in Genova.
Intorno al 1385, forse anche a causa della crisi economica causata dalla peste, gli Stellesi si ribellarono a cacciarono i Grimaldi. Nel 1390 tutta Stella risultava ormai di proprietà genovese, in particolare del doge Antoniotto Adorno. Nel 1394 scoppiò una guerra tra il duca di Orléans e Genova. Quest'ultima nel 1397 cedette il castello di Stella al re di Francia Carlo VI il quale lo presidiò permanentemente con 15 soldati.

### Il XV secolo
Nel 1409 scoppiò una ribellione genovese contro la Francia e Stella fu restituita a Genova. Nel 1413 il castello fu attaccato invano dai Piemontesi e nel 1421 il comprensorio fu ceduto al milanese Filippo Maria Visconti. Nel 1425 Stella tornò genovese e nel 1428 fu nuovamente conquistata dai milanesi, definitivamente cacciati nel 1435. Molti stellesi vennero utilizzati in operazioni militari in questi anni, basti pensare che nel 1450 tre delle cinque porte di Savona erano presidiate da uomini di Stella.
Nel 1458 il dogato genovese fu ceduto al re di Francia la cui dominazione su Stella fu poco più che formale. Negli anni seguenti la comunità stellese fu abbandonata a sé stessa e frequenti furono gli scontri tra Francesi e Genovesi. Nell'aprile 1461 una colonna francese fu massacrata al Colle di Cadibona da milizie di Stella e Quiliano. Vi fu poi un periodo di pace tra il 1464 e il 1478 quando i duchi milanesi Sforza divennero Signori di Genova e Savona. Un ufficiale sforzesco riporta che all'epoca il paese era abitato da circa 800 persone.
Una ribellione scoppiò nel 1478 e cacciò i Milanesi con l'aiuto delle famiglie genovesi degli Adorno e dei Fregoso. Poco dopo fu dichiarato lo smantellamento del castello, definitivamente abbandonato. Stella fu posta nuovamente sotto il dominio di Milano nel 1496 da Ludovico il Moro, passando poi alla Francia che conquistò Milano il 6 settembre 1499.

### Il XVI e XVII secolo

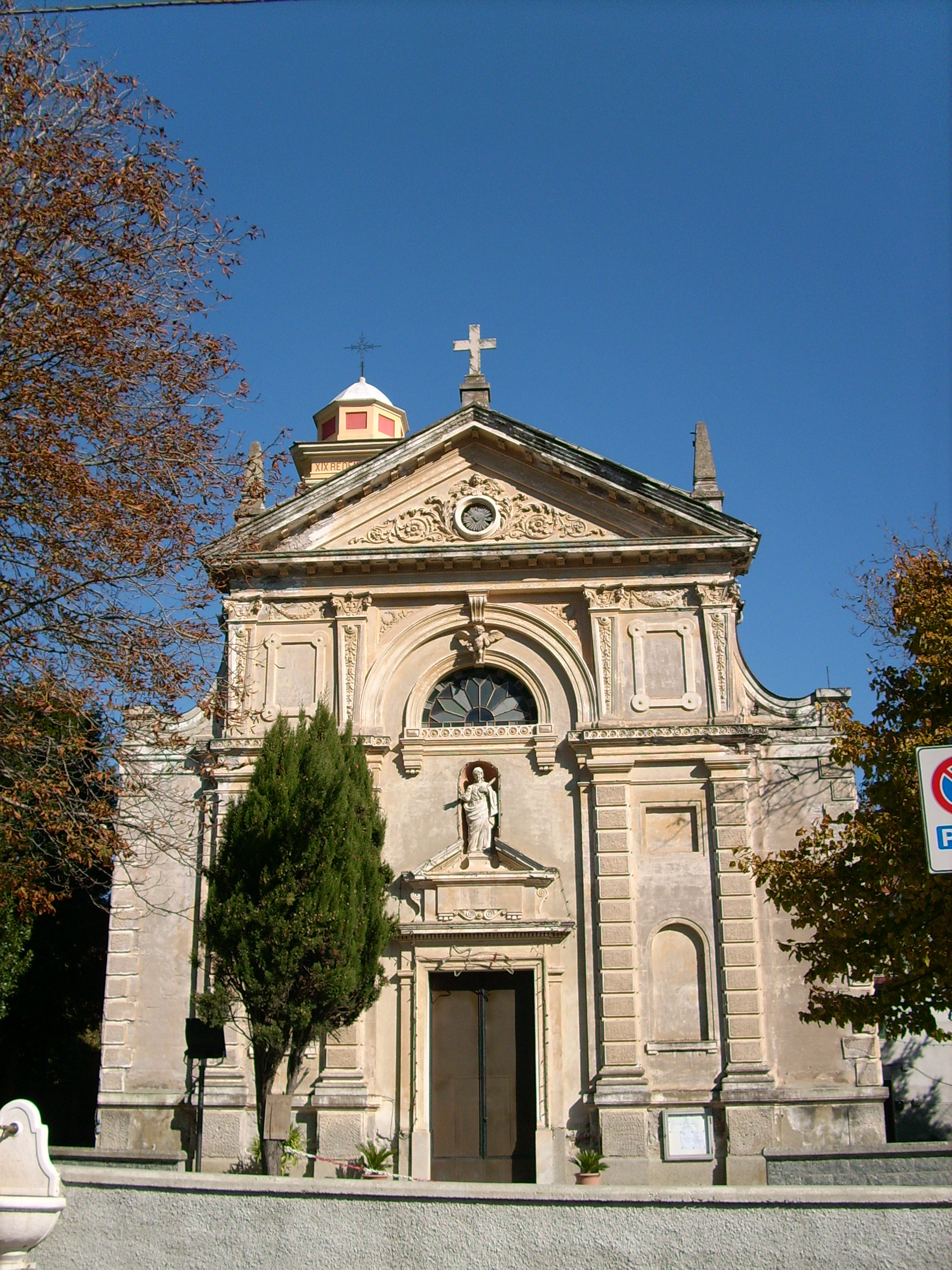
La chiesa di Santa Giustina nella frazione omonima

Continue lotte intestine tra le famiglie genovesi proseguirono per molti anni. Stella fu sempre legata storicamente alla famiglia Fregoso, spesso in conflitto con gli Adorno. Nel 1525 Stella fu teatro di combattimenti tra Francesi (appoggiati dai Fregoso) e Spagnoli (Adorno). Genova divenne repubblica sovrana nel 1528 e poté rivolgere tutti i suoi sforzi contro Savona che fu conquistata. La città vecchia fu rasa al suolo e il porto interrato. A tali operazioni partecipò anche manovalanza stellese.
Gli anni successivi videro un lungo periodo di pace. Le cronache tramandano lo svolgersi a Stella di feste da ballo, partite a carte, concerti di liuti e chitarre e pubbliche letture di poesia. Nel 1567 furono erette a parrocchie le frazioni di San Bernardo e Gameragna. Per San Giovanni lo stesso accadde l'anno successivo. La pace fu interrotta nel 1625 quando i Savoia attaccarono Genova. La frazione di Santa Giustina fu saccheggiata e bruciata. Gli Stellesi si vendicarono qualche mese dopo uccidendo 70 soldati piemontesi. La peste colpì il territorio nel 1630 (eccetto Gameragna). Stella invece scampò la seconda epidemia del 1656-57. Nel 1672 si riaccese la guerra con il Piemonte. Il 20 settembre Sassello fu saccheggiata, ma il bottino fu estorto ai piemontesi da 400 uomini di Stella e Albissola che nella notte attaccarono il castello di Santa Giulia a Dego. La pace tra Genova e i Savoia fu siglata l'anno seguente.

### Il XVIII secolo
Nel 1707 Pontinvrea divenne territorio dei Savoia, portando così il confine tra Regno di Sardegna e Repubblica di Genova a ridosso di Stella. Numerosi furono gli episodi di tensione con furti di capre, bovini, taglio di boschi da entrambe le parti. La guerra tra Genova, alleata con gli Spagnoli, e il Piemonte, alleato con gli Austriaci, riesplose nel 1745.
Il 7 settembre 1746 i Piemontesi calarono su Sassello e Stella, obbligando le comunità a pagare forti somme e a consegnare ostaggi. Il 5 dicembre Genova si ribellò agli Austriaci, ma la liberazione si fermò ad Arenzano. Stella rimase piemontese fino al 1747, quando fu firmato l'armistizio a Nizza tra Spagnoli-Genovesi e Austro-Sardi che sancì il ritorno ai vecchi confini.
Un lungo periodo di pace trascorse fino all'arrivo dell'esercito rivoluzionario francese. La neutralità di Genova fu violata il 5 aprile 1794 con l'ingresso dei Francesi in Ventimiglia per raggiungere i territori sabaudi. Con la prima battaglia di Dego i nemici furono respinti ad Acqui. A Stella, che conobbe solo violenze e devastazioni, furono chieste legna, paglia e vettovaglie. Nel giugno 1795 gli Austriaci ripresero Savona per essere definitivamente sconfitti nella battaglia di Loano. Nell'aprile 1796 forti scontri si ebbero lungo la linea di Giovo Ligure, sopra Santa Giustina che videro la ritirata degli Austriaci. Le truppe francesi vissero di rapina ai danni della popolazione stellese. Infine il 14 giugno 1797 fu costituito a Genova un governo provvisorio rivoluzionario che segnò la fine della Repubblica di Genova.

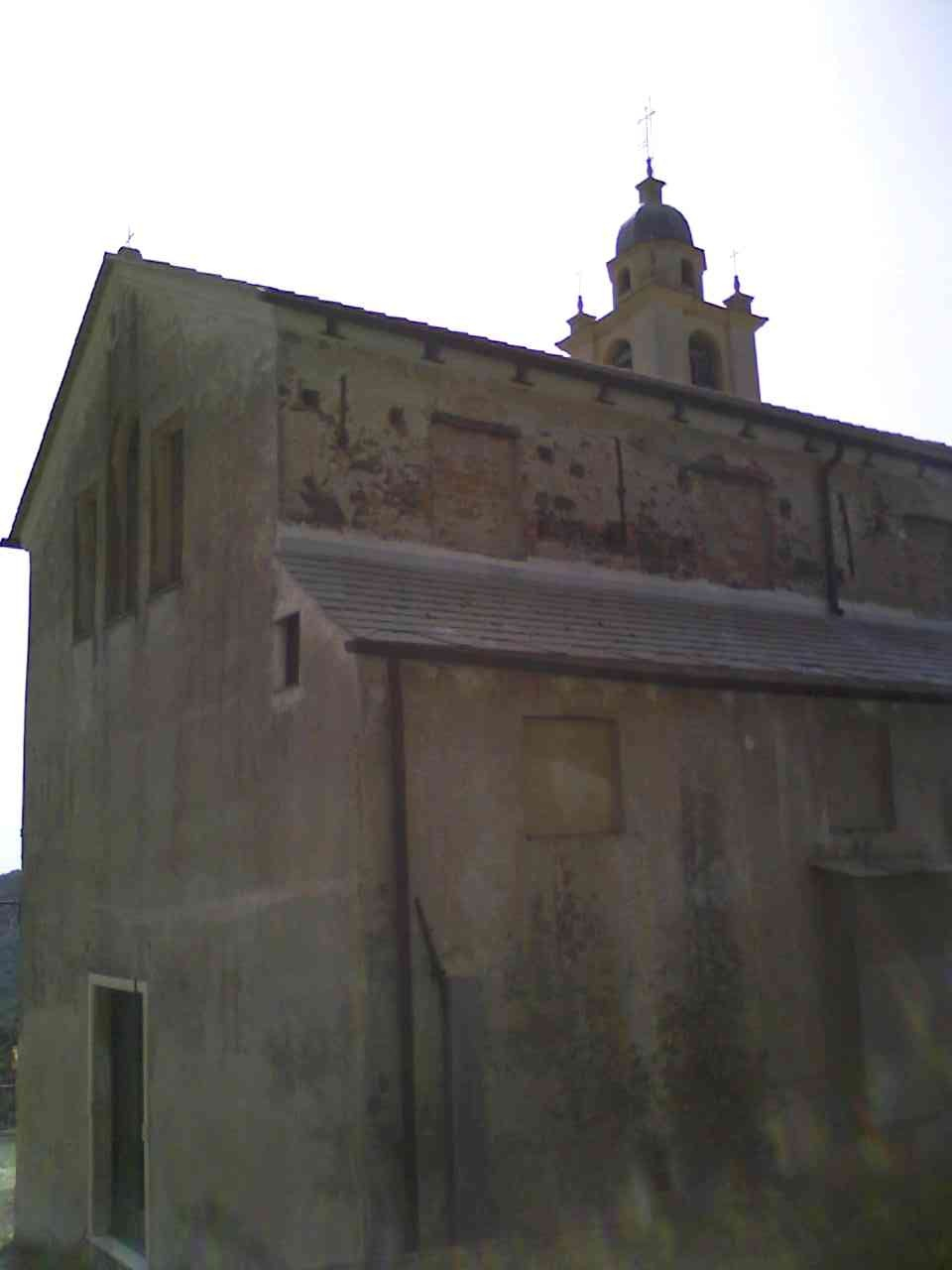
La chiesa di Santa Caterina nella frazione di Gameragna

Gli anni seguenti furono caratterizzati per Stella e la Liguria da pessimi raccolti e soffocanti provvedimenti fiscali. I Francesi inviarono un presidio al Giovo, per il cui mantenimento furono confiscati e macellati tutti i muli di Stella. Finì per sempre la millenaria attività di trasporto merci tra la costa e il Piemonte.

### Il XIX secolo
Nell'aprile 1800 iniziò l'offensiva austriaca. 10000 uomini si disposero lungo le colline da Albisola sino a Giovo Ligure. Stella fu teatro di aspri scontri, divisa letteralmente in due con gli Austriaci sulla riva destra del Sansobbia e i Francesi sulla sinistra. Molte case furono bruciate, saccheggiate o distrutte, basti pensare che a San Martino in un solo giorno furono sparati più di 10000 colpi di fucile. Alla fine la sconfitta austriaca di Marengo restituì la Liguria alla Francia. Durante tutto questo periodo fino al Congresso di Vienna, la situazione dell'ordine pubblico rimase drammatica. Bande di malfattori e banditi imperversarono nel territorio arrivando sino ad uccidere il parroco di San Giovanni. Nel 1802 un violento nubifragio causò danni alle strade e il crollo dell'abside della chiesa di San Giovanni. Un fortunale ancora più violento si abbatté il 3 e 4 settembre 1814 provocando la rovina di case e numerosissime frane che sconvolsero il territorio.
Terminato il regime napoleonico, dopo una breve restaurazione della Repubblica di Genova tra aprile e dicembre del 1814, Stella e la Liguria furono annesse al Regno di Sardegna nel gennaio 1815. Fu pertanto abolita la dogana di Santa Giustina nel 1818. Nel 1852 venne ultimata la costruzione della strada tra Albisola e Giovo Ligure (prima esisteva solo un sentiero largo un metro), nel 1863 quella per Varazze e nel 1884 quella per la frazione di San Bernardo. Tra il 1883 e il 1893 i cantieri per la costruzione dei 6 forti del Giovo (frazione di Stella fino al 1967) contribuirono allo sviluppo di Santa Giustina. Verso la fine del secolo molte famiglie genovesi e savonesi scelsero Stella come luogo di villeggiatura estiva, moda che rimarrà in uso fino ai giorni nostri.
Subisce gli ultimi aggiustamenti al territorio comunale nel 1967 con la cessione della frazione di Giovo Ligure al comune di Pontinvrea.
Dal 1973 al 30 aprile 2011 ha fatto parte della Comunità montana del Giovo.

### Simboli
Stemma
Gonfalone

Lo stemma e il gonfalone sono stati concessi con decreto del presidente della Repubblica del 2 gennaio 1993 registrato nei registri dell'Ufficio Araldico il 18 maggio del 1993.

## Città presidenziale
Il 24 febbraio 2024 al comune di Stella è stato ufficialmente attribuito lo status di Città Presidenziale poiché nella stessa è nato il Presidente della Repubblica Sandro Pertini e nel cimitero riposano le sue spoglie.
La targa ufficiale è stata ricevuta dal sindaco Andrea Castellini e consegnata da Ivan Drogo Inglese presidente dell'ente Stati Generali del Patrimonio Italiano anche a nome di Anci Associazione Nazionale dei Comuni Italiani.

## Monumenti e luoghi d'interesse

### Architetture religiose

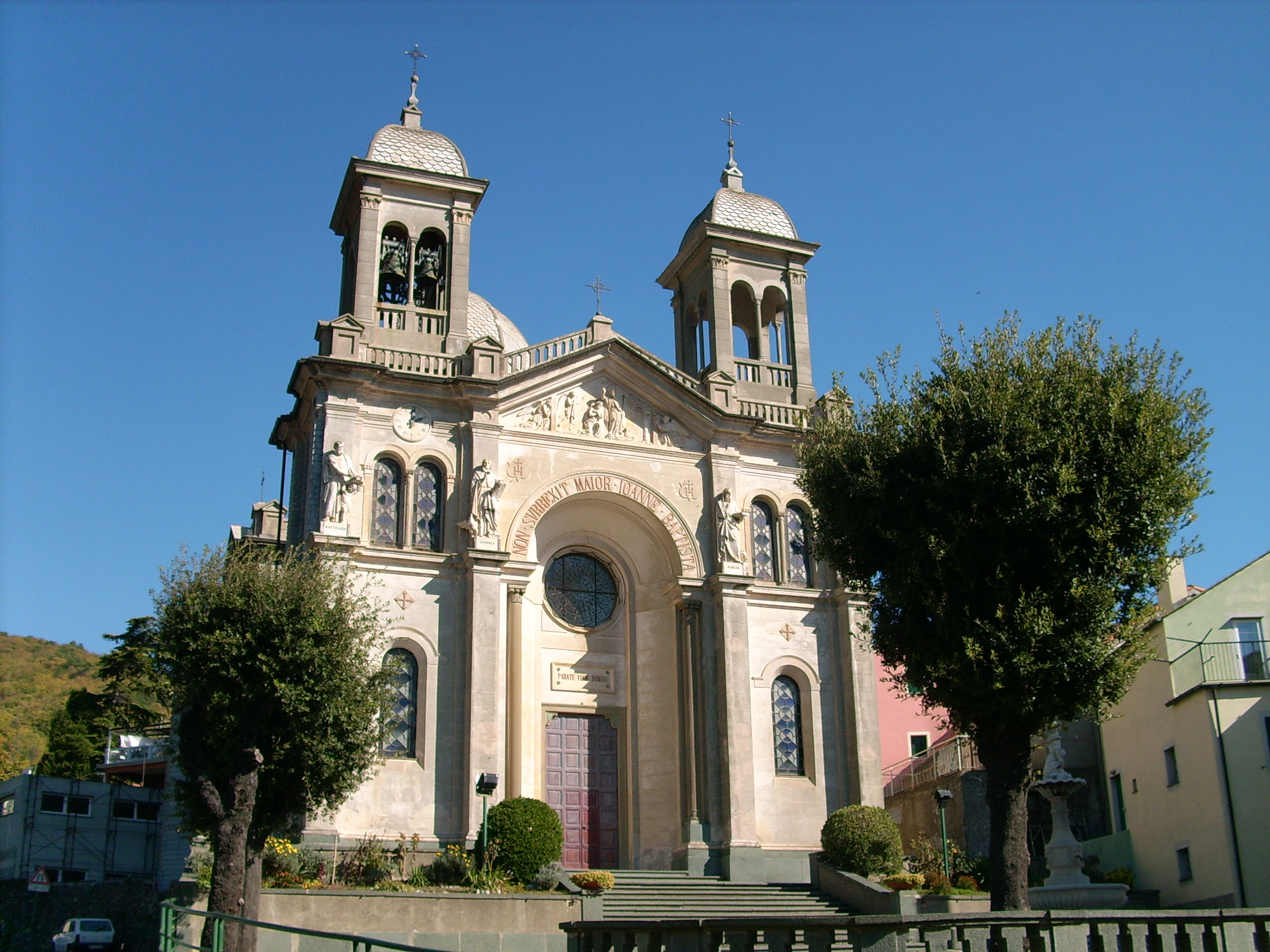
La chiesa di San Giovanni Battista nella frazione omonima

- Chiesa parrocchiale di San Giovanni. Costruita nella seconda metà del XIX secolo, domina il centro storico del capoluogo comunale di San Giovanni.
- Oratorio di San Sebastiano. È l'antica chiesa di San Giovanni eretta a parrocchia nel 1568.
- Cappella della Madonna del Salto in località Salto nella frazione di San Giovanni. In origine era dedicata a San Rocco. La nuova dedicazione si deve ad un cavaliere che cadendo in un dirupo si rialzò illeso. L'attuale edificio risale al 1874.
- Chiesa parrocchiale di Santa Caterina nella frazione di Gameragna, eretta a parrocchia il 30 gennaio del 1567.
- Oratorio di San Sebastiano e San Rocco nella frazione di Gameragna. Posto vicino alla chiesa di Santa Caterina, risale al 1636. Originariamente dedicato al Santo Spirito, fu rifatto nel 1722.
- Chiesa parrocchiale di San Bernardo nell'omonima frazione, eretta a parrocchia nel 1567.
- Oratorio di San Francesco nella frazione di San Bernardo. Eretto verso la fine del Seicento dietro la chiesa di San Bernardo, è oggi adibito ad uso ricreativo.
- Cappella dell'Immacolata. Piccola chiesetta del 1732 in località Contrada nella frazione di San Bernardo. Vi si celebra solitamente una volta all'anno l'8 dicembre.
- Cappella della Sacra Famiglia. Ricavata da due cascine nel 1755 in località Ritani nella frazione di San Bernardo, era in origine dedicata al Santissimo Nome di Gesù e Maria. Vi si celebra l'ultima domenica dell'anno.
- Chiesa parrocchiale di San Martino di Tours nell'omonima frazione. Unica parrocchia di Stella fino al 1567, deve l'aspetto attuale a interventi settecenteschi.
- Cappella di San Pietro. Ricostruita nella prima metà del XVII secolo, fu ampliata nel 1760. La chiesetta si trova in località Teglia, nella frazione di San Martino.
- Cappella dell'Immacolata Concezione, in località Verne, nella frazione di San Martino.
- Cappella di Sant'Anna nella frazione di San Martino.
- Chiesa parrocchiale di Santa Giustina nell'omonima frazione, costruita intorno alla metà del XIX secolo.
- Santuario della Madonna della Pace. Attualmente nel territorio comunale di Albisola Superiore, sorse in seguito ad un fatto miracoloso, dove un tempo correva il confine con Stella.

### Architetture civili

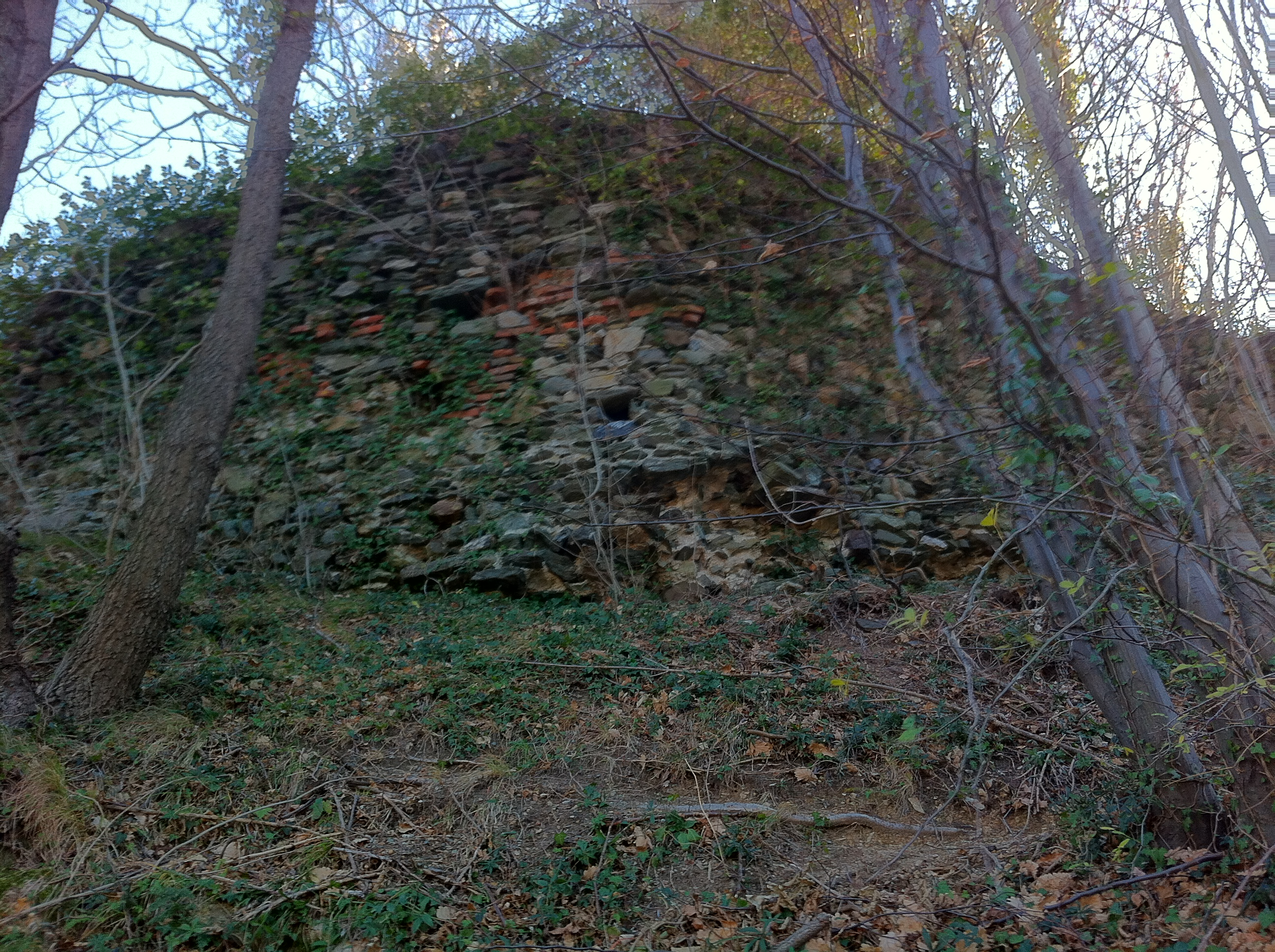
Ruderi della cinta muraria del castello di Stella

- Palazzo Regnasco a San Martino, con affresco della Mater Misericordiae sulla meridiana della facciata.
- Casa natale-museo della famiglia Pertini a San Giovanni, luogo natale del settimo presidente della Repubblica Sandro Pertini.
- Monumento a Sandro Pertini di Pietro Marchese.

### Architetture militari
- Castello di Stella. Posto nella frazione di San Giovanni, in un punto dominante sull'abitato e sulle valli, in prossimità del cimitero e dell'antica parrocchiale, rimangono di esso soltanto pochi ruderi ed una torre risalenti al XIV secolo. Fu abbandonato nel Cinquecento. Costituiva un tempo, con il castellaro di Albisola Superiore, un unico sistema difensivo per la valle del Sansobbia. È collegato a vista con la sottostante Torre del Mezzano.
- Torre del Mezzano. Posta nella località omonima, serviva a controllare l'antica strada che da Albisola Superiore risaliva a Stella. Il complesso, attualmente adibito ad abitazioni private, era costituito dalla torre, da un albergo e una locanda per i viandanti, dalle stalle e da una doppia cinta muraria.

## Società

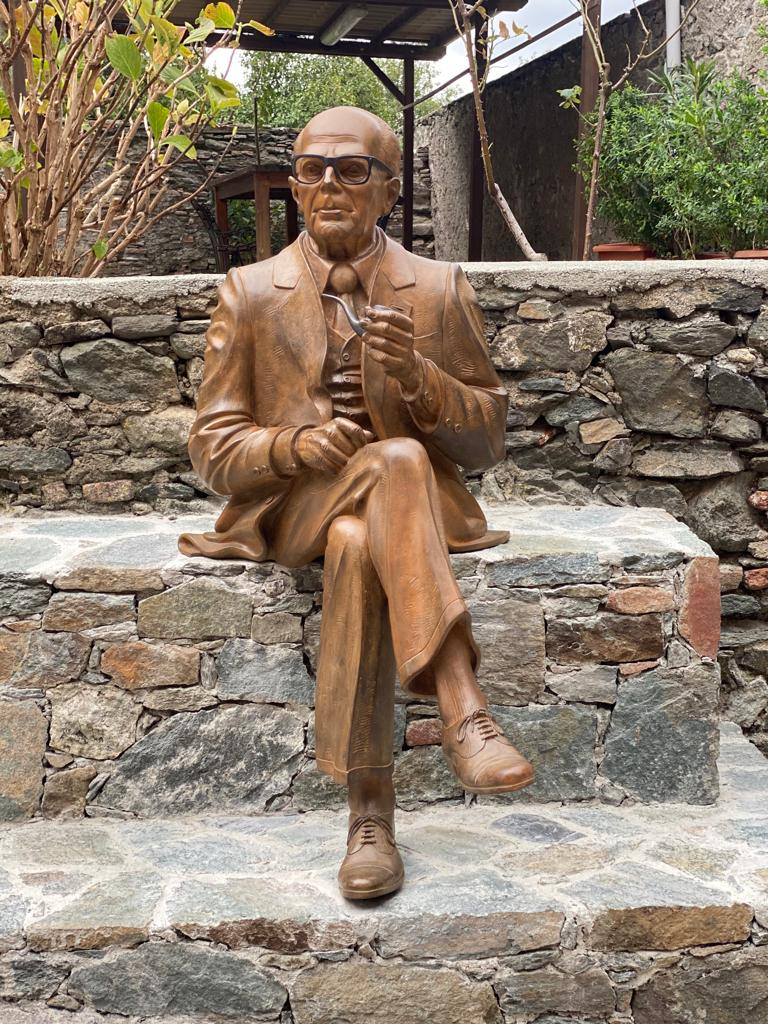
Monumento a Sandro Pertini di Pietro Marchese

### Evoluzione demografica
Abitanti censiti

### Etnie e minoranze straniere
Al 31 dicembre 2023, i cittadini stranieri residenti a Stella sono 127, pari al 3,64% della popolazione.

## Geografia antropica
Il territorio comunale è costituito dalle cinque frazioni di San Giovanni (capoluogo comunale), Gameragna, San Bernardo, Santa Giustina, San Martino, storicamente riconosciute dalla comunità e dallo statuto comunale, per una superficie territoriale di 43,68 km².
Confina a nord con il comune di Sassello, a sud con Albisola Superiore e Celle Ligure, ad ovest con Pontinvrea e Albisola Superiore, ad est con Sassello, Varazze e Celle Ligure.

### Frazioni

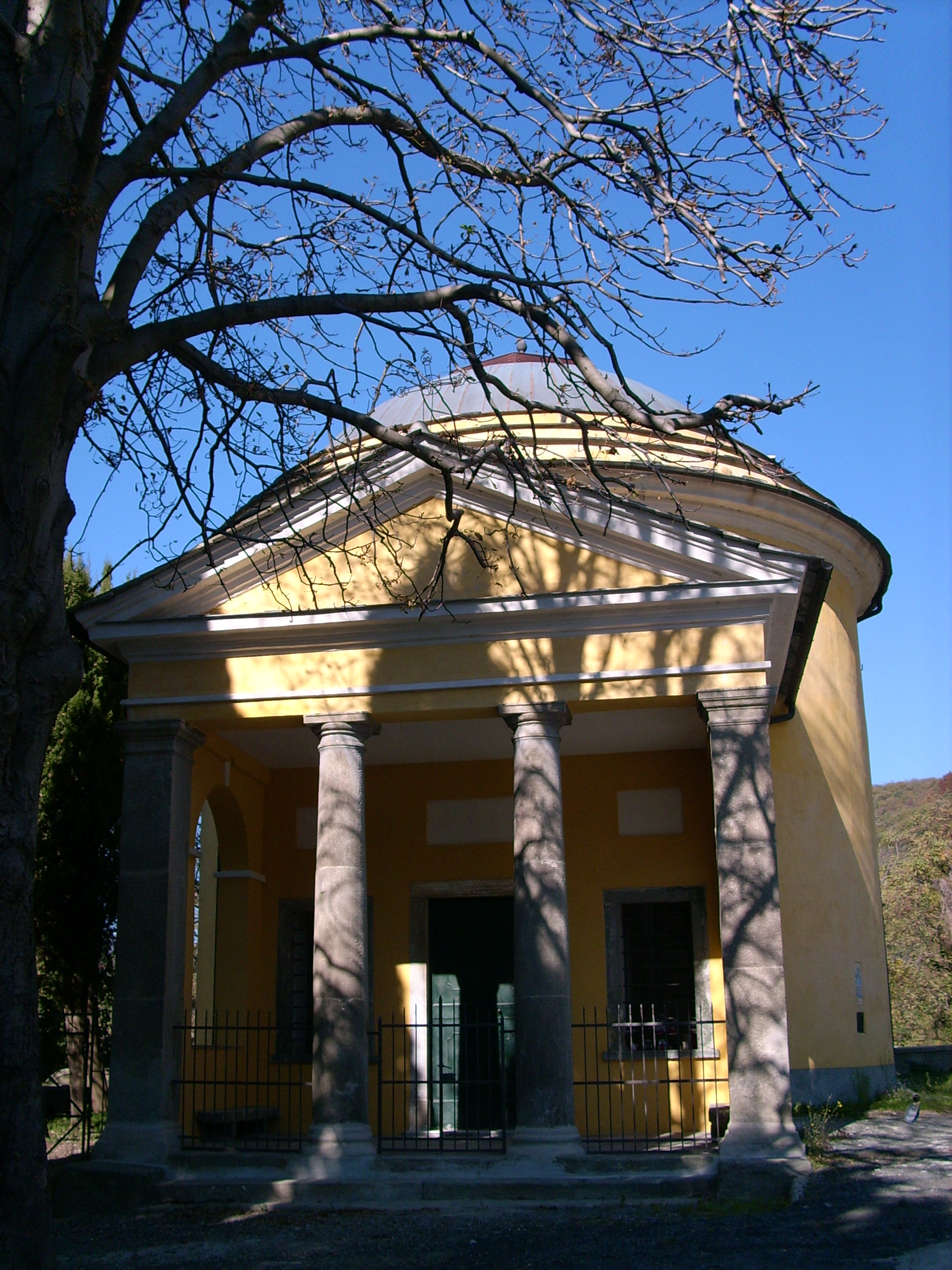
La cappella della Madonna del Salto

Il comune di Stella è costituito da sei frazioni, di cui cinque chiamate localmente cinque stelle.
- San Giovanni. Sede comunale si trova a 10 minuti dal mare nell'entroterra di Albisola. Da vedere la chiesa ed il panorama immerso nel verde. La località è famosa per aver dato i natali al presidente della repubblica Sandro Pertini che riposa nel locale cimitero.
- Santa Giustina: situata più a nord e raggiungibile tramite la strada statale 334 del Sassello. A 5 minuti di macchina da San Giovanni e circa 15 dal mare è immersa nel verde e ricca di boschi. Il nome originale era Danaveta e fu possedimento dei monaci dell'abbazia di Sezzadio in epoca medioevale. Il primo centro fu fondato a mezza costa lungo la strada che collegava San Martino al Giovo, un tempo percorso preferenziale. Dopo il Cinquecento si sviluppò la strada attuale a fondo valle con il conseguente abbandono dell'altra via carrabile. Entrando in paese si può notare sul lato sinistro una ciminiera di fine Ottocento che faceva parte di una conceria, distrutta da un'alluvione intorno agli anni venti. La locale chiesa parrocchiale è dedicata a santa Giustina.
- San Martino: situata su un'altra collina dalla parte orientale di San Giovanni, raggiungibile sia dalla riviera (Varazze, Celle Ligure) che dalla stessa provinciale 334 del Sassello deviando a destra verso est al bivio della Madonna del Salto (dove è sita una cappella dedicata a San Rocco). Pare sia il nucleo più antico di Stella. A lungo la sua chiesa fu l'unica parrocchia del territorio. Da vedere le caratteristiche meridiane sulle facciate delle case e la chiesa parrocchiale.
- San Bernardo, situata a ovest di San Giovanni, rappresenta la punta più occidentale di Stella, luogo di villeggiatura molto panoramico, da lì si possono ammirare le altre due frazioni San Giovanni e San Martino. Circondata da monti ricchi di boschi e sorgenti, presenta nelle vicinanze alcune piccole grotte carsiche di cui le più famose sono Garbasso, Garbetto e Pietra dell'Arma. Da vedere la chiesa riccamente decorata al suo interno.
- Gameragna è più a sud e leggermente nascosta delle altre stelle, ma a due passi dal mare. Caratteristici gli stretti viottoli del centro storico. La locale chiesa parrocchiale è dedicata a santa Caterina.
- Teglia.

## Economia

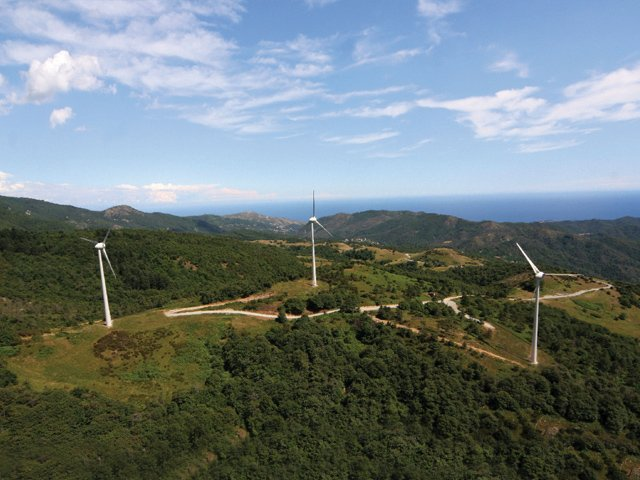
Il parco eolico Cinque Stelle

La principale risorsa economica del comune è l'agricoltura, anche se ultimamente si è dato l'avvio a nuove realtà legate all'industria grazie alla presenza di officine meccaniche e fabbriche alimentari. Nel territorio stellese è attivo un parco eolico, denominato Cinque Stelle, con l'installazione di tre aerogeneratori.

## Infrastrutture e trasporti

### Strade
Il centro di Stella è attraversato principalmente dalla strada statale 334 del Sassello che gli permette il collegamento stradale con Sassello, a nord, e Albisola Superiore, a sud. Altre arterie viari del territorio sono la provinciale 542 per Pontinvrea, la provinciale 37 per Gameragna e la provinciale 22 di Brasi (Celle Ligure).

## Amministrazione
| Periodo        | Periodo        | Primo cittadino   | Partito                                      | Carica  | Note |
| -------------- | -------------- | ----------------- | -------------------------------------------- | ------- | ---- |
| 27 giugno 1988 | 7 giugno 1993  | Anselmo Biale     | Indipendente                                 | Sindaco |      |
| 7 giugno 1993  | 28 aprile 1997 | Anselmo Biale     | Democrazia Cristiana                         | Sindaco |      |
| 28 aprile 1997 | 14 maggio 2001 | Nicolò Vincenzi   | Partito Popolare Italiano                    | Sindaco |      |
| 14 maggio 2001 | 30 maggio 2006 | Nicolò Vincenzi   | lista civica                                 | Sindaco |      |
| 30 maggio 2006 | 16 maggio 2011 | Anselmo Biale     | lista civica                                 | Sindaco |      |
| 16 maggio 2011 | 5 giugno 2016  | Marina Lombardi   | Per Stella (lista civica di centro-sinistra) | Sindaco |      |
| 6 giugno 2016  | 4 ottobre 2021 | Marina Lombardi   | Per Stella (lista civica di centro-sinistra) | Sindaco |      |
| 4 ottobre 2021 | in carica      | Andrea Castellini | Steja (lista civica)                         | Sindaco |      |